# No Mercy (2006)
Pour les articles homonymes, voir No Mercy.
No Mercy 2006 s'est déroulé le 8 octobre 2006 au RBC Center de Raleigh, Caroline du Nord.
- Dark match : Jimmy Wang Yang def. Sylvan (5:09)
  - Yang a effectué le tombé sur Sylvan.
- Matt Hardy def. Gregory Helms (13:07)
  - Hardy a effectué le tombé sur Helms après un Twist Of Fate.
- Paul London et Brian Kendrick (w/Ashley Massaro) def. K.C. James et Idol Stevens (w/Michelle McCool) pour conserver le WWE Tag Team Championship (9:35)
  - Kendrick a effectué le tombé sur Stevens après un Shooting star press de London.
- MVP def. Marty Garner (2:28)
  - MVP a effectué le tombé sur Garner après un Playmaker.
- Mr. Kennedy def. The Undertaker par disqualification (20:34)
  - Undertaker était disqualifié après avoir frappé Kennedy avec la ceinture du WWE United States Championship.
  - Après le match, Undertaker a affectué Tombstonée Piledriver à Kennedy et à l'arbitre Charles Robinson.
- Rey Mysterio def. Chavo Guerrero (w/Vickie Guerrero) dans un Falls Count Anywhere match (12:10)
  - Mysterio a effectué le tombé sur Guerrero après un Crossbody du sommet des barrières des gradins.
- Chris Benoit def. William Regal (11:16)
  - Benoit a fait abandonner Regal sur le Crippler Crossface.
- King Booker (c) (w/Queen Sharmell) def. Bobby Lashley, Batista et Finlay dans un Fatal Four-Way match pour conserver le World Heavyweight Championship (16:52)
  - Booker a effectué le tombé sur Finlay après un Batista Bomb de Batista.